# 鲁道夫·狄塞尔
鲁道夫·克里斯蒂安·卡尔·狄塞尔（德語：Rudolf Christian Karl Diesel，發音：[ˈdiːzl̩] ⓘ；1858年3月18日—1913年9月30日），德国工程師，柴油发动机的發明者，西方语言中的柴油（diesel）即以他的名字命名。
他在1892年提出压缩点火式内燃机的原始设计，经过不断的试制和改进，于1897年在德國奥古斯堡工廠制成以煤油為燃料的壓缩點火式引擎，以后很快发展為以柴油為燃料的壓缩點火式内燃机，即柴油引擎。

## 早年生平
狄塞爾於1858年生於巴黎的德裔家庭。他的父母是居住在巴黎的巴伐利亞侨民。特奥多尔·狄塞爾是一名圖書裝訂工，1848年他離開了家鄉巴伐利亞的奧格斯堡。1855年，他在巴黎遇到了他的妻子，一個紐倫堡商人的女兒，並在那裡成為了皮革製品製造商。
出生後不久狄塞尔就被寄送給了万塞讷的一個農民家庭，他在那裡度過了生命的最初9個月。當狄塞爾回到父母怀抱时，其家庭陷入了經濟困難，年輕的魯道夫·狄塞爾不得不在父親的工作室工作，用手推車給客戶運送皮革製品。他就讀於一所法國新教學校，很快就對社會問題和技術產生了興趣。 作為一名非常優秀的學生，12歲的狄塞尔獲得了基礎教育協會的銅牌，併計劃於1870年進入高等初級學院學習（法語：Ecole Primaire Supérieure)。
然而随着1870年普法戰爭爆發，他的家人被驅逐到英國，遂定居在倫敦，狄塞尔在那裡就讀於一所英語學校。然而在戰爭結束之前，狄塞尔的母親將12歲的魯道夫送回了奧格斯堡，與他的姑姑芭芭拉和姑父克里斯托夫·巴尼克爾一起生活，以便能夠流利地掌握德語。鲁道夫就讀於技術高中（Technische Hochschule），同时參觀了他的姑父教学的王家縣職業學院 (Königliche Kreis-Gewerbeschule)。 
14歲時，狄塞尔給父母寫了一封信，說他打算成為工程師。1873年，他以班級第一名的成績完成基礎教育後，進入新成立的奧格斯堡工業學校就讀。兩年後他獲得了巴伐利亞王家慕尼黑理工學院（即后来的慕尼黑工業大學）的獎學金，但他違背了父母的意願接受了這個獎學金，因為他們希望他去工作。
从慕尼黑工業大學畢業後，狄塞爾被聘為冷機工程師，但後來熱衷於引擎設計。狄塞爾不久後設計了數款引擎，1892年時得到德國、瑞士和英國專利，並於美國提出專利申請。

## 事業

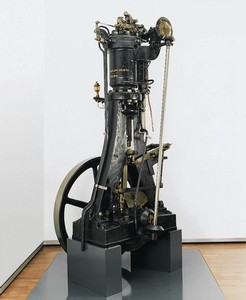
1894年2月17日第一次空轉的柴油發動機的第二個原型

狄塞尔在慕尼黑的一位教授是卡尔·冯林德 (Carl von Linde)。 1879年7月，狄塞尔因傷寒病而無法畢業。 在等待下一個考試日期期間，他在瑞士溫特圖爾的蘇爾壽兄弟機械廠獲得了實際工程經驗。 狄塞尔於1880年1月以最高學術榮譽畢業並返回巴黎，在那裡他協助他的前慕尼黑教授卡尔·冯林德設計和建造了一座現代製冷和製冰廠。一年後，狄塞尔成為該工廠的負責人。
1883年，狄塞尔與马尔塔·弗莱彻（Martha Flasche）結婚，並繼續為林德工作，在德國和法國獲得多項專利。
1890年初，狄塞尔與他的妻子和孩子鲁道夫（Rudolf Jr）、赫迪（Heddy）和欧根（Eugen）搬到柏林，負責管理林德的公司研發部門並加入那裡的其他幾個公司董事會。由於不允許他在林德公司任職期間開發的專利用於自己的目的，因此他擴展到製冷領域之外。他首先使用蒸汽，他對熱效率和燃料效率的研究使他使用氨蒸汽建造了蒸汽機。 然而，在測試期間，發動機爆炸並差點殺死他。他對高壓縮氣缸壓力的研究測試了鋼鐵氣缸蓋的強度。在撞車時一個發動機爆炸，他在醫院住了好幾個月，隨後出現健康和視力問題。
自從參加了卡尔·冯林德的講座後，狄塞尔就打算設計一種可以接近卡諾循環最大理論熱效率的內燃機。他為這個想法工作了幾年，1892年，他認為他的理論已經完成。 同年，狄塞尔獲得了德國專利DRP 67207。 1893 年，他發表了一篇論文，題為《替代蒸汽機和當今已知的燃燒機的理性熱機的理論和構造》，他從1892年初就開始研究這本書。 這篇論文是他研究和開發柴油機的基礎。 到1893年夏天，狄塞尔意識到他最初的理論是錯誤的，這導致他在1893年為更正的理論提交了另一份專利申請。
狄塞尔了解熱力學以及燃油效率的理論和實踐限制。 他知道燃料中多達90%的可用能量都浪費在蒸汽機上。 他在發動機設計方面的工作受到更高效率比的目標的推動。 在他的發動機中，燃料在壓縮衝程結束時注入，並被壓縮產生的高溫點燃。 從1893年到1897年，奧格斯堡奧格斯堡機械製造廠的主管海因里希·馮·布茲 (Heinrich von Buz) 為魯道夫·狄塞尔 (Rudolf Diesel) 提供了測試和發展他的想法的機會。
第一台成功的柴油發動機Motor 250/400於1897年進行了正式測試，現在在慕尼黑的德意志博物馆展出。
魯道夫·狄塞尔(Rudolf Diesel) 的設計在德國和包括美國在內的其他國家獲得了專利。 
他於1978年入選汽車名人堂(Automotive Hall of Fame)。

## 失踪和死亡

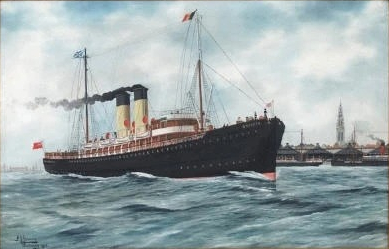
1913年在安特卫普的德累斯顿号

1913年9月29号晚上，狄塞尔从安特卫普登上了大东部铁路公司的德累斯顿号邮轮，前往参加一个与加强柴油发动机制造公司（Consolidated Diesel Manufacturing company）在伦敦的会议。他吃完晚饭后10时左右回到他的房间，留下话说第二天早上6:15时叫他。但之后就再没有人见到他。十天以后，荷兰船科尔岑号（Coertsen）的船员看到了一个在海上漂浮的人的尸体。尸体严重腐烂，以至于他们并没有将尸体打捞上船。相反，船员将尸体上的个人物品（药丸，钱包，小刀，眼镜盒）取出，将尸体扔回大海。10月13日鲁道夫的儿子，尤金鲁道夫确认了这些遗物属于他的父亲。
關於迪塞爾的死亡有多種解釋。其他人，如迪賽爾的傳記作者格羅瑟（1978）和西陶爾（1978）認為他是自殺身亡。另一個想法認為，他是被謀殺的，因為他拒絕授予德國軍隊使用他的發明的專有權；事實上，狄塞爾登上德累斯頓號的目的是與英国王家海軍代表會面，討論使用柴油發動機為英國潛艇提供動力的可能性。 另一種理論認為，他的死亡是英國政府為掩蓋他叛逃英國而設下的詭計，他隨後去了加拿大，在蒙特利爾的維克斯造船廠工作，並負責突然加速生產潛艇用柴油發動機。 由於現有證據有限，他的失蹤和死亡仍是未解之谜。

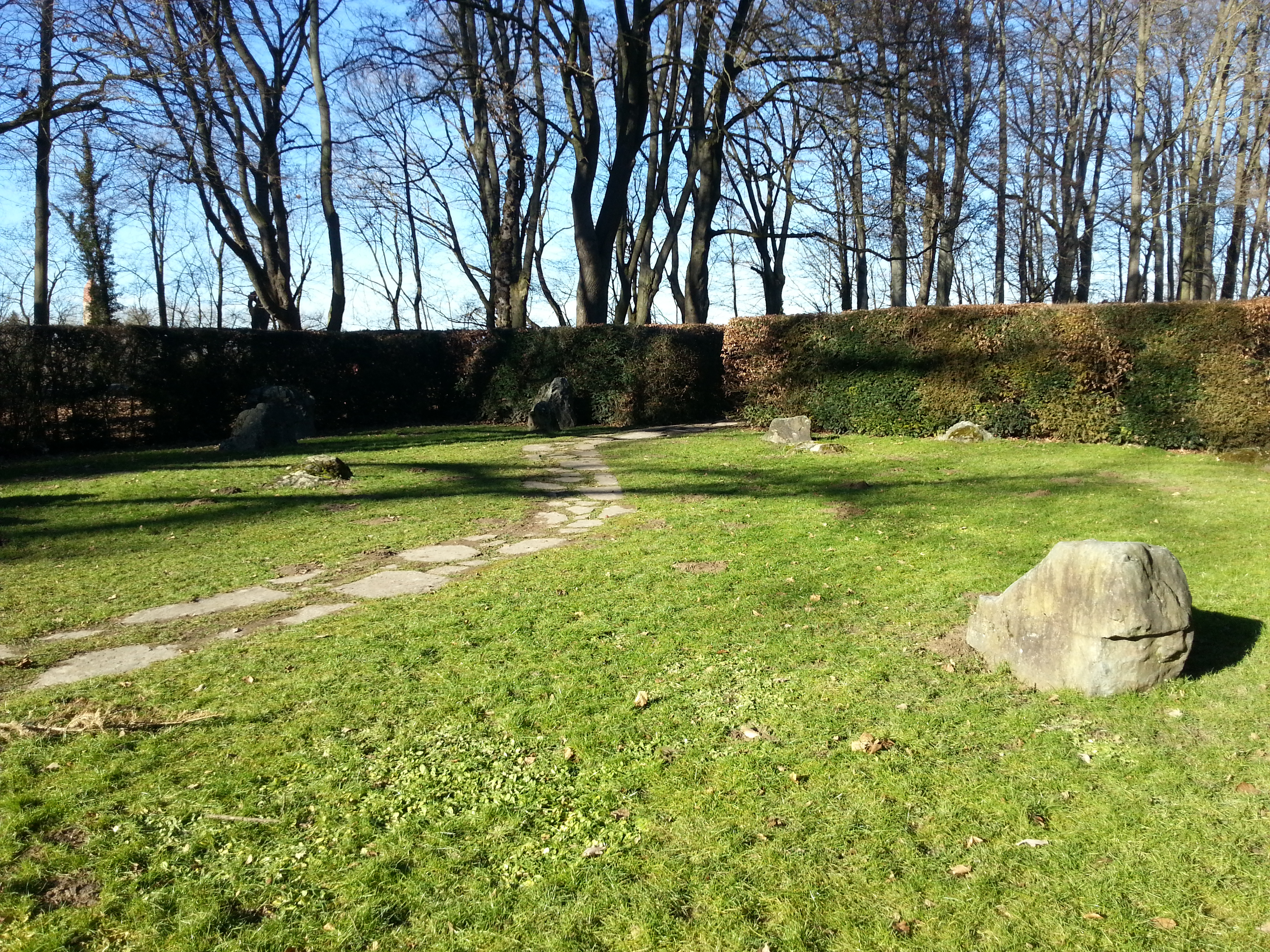
魯道夫·狄塞爾紀念花園

1950年，日本柴油機製造商洋馬公司的創始人山岡孫吉訪問西德時得知，狄塞爾並沒有墓碑或紀念碑，山岡和與狄塞爾有關的人們開始為紀念他做準備。1957年，為紀念狄塞爾誕辰100週年和柴油發動機發明60週年，山岡在巴伐利亞州奧格斯堡的維特爾斯巴赫公園內修建了魯道夫·狄塞爾紀念花園（Rudolf-Diesel-Gedächtnishain），狄塞爾曾在這裡接受早期技術教育和原始發動機研發。

## 遺產

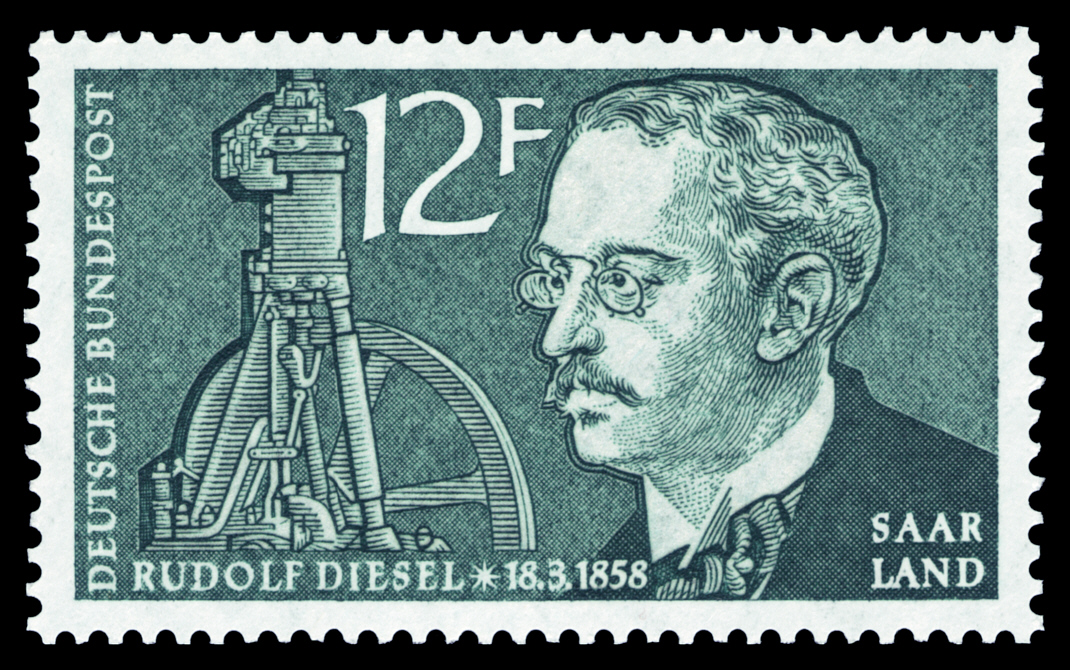
1958年德國郵票上的鲁道夫·狄塞尔

狄塞尔去世後，他的發動機經歷了很大的發展，並在許多應用中成為了蒸汽活塞發動機的非常重要的替代品。由於柴油發動機需要比汽油發動機更重、更堅固的結構，因此它在航空領域的應用有限。 然而，柴油發動機在許多其他應用中變得廣泛，例如固定式發動機、農業機械和一般的非公路機械、潛艇、船舶，以及後來的機車、卡車、和現代汽車。
由於更高的壓縮比和更長的燃燒持續時間，柴油發動機具有比汽油發動機更省油的優點，這意味著溫度上升更慢，允許更多的熱量轉化為機械功。
狄塞尔對使用煤塵或植物油作為燃料很感興趣，事實上，他的發動機使用的是花生油。 儘管這些燃料並未立即流行，但2008年燃料價格上漲，加上對石油儲量的擔憂，導致植物油和生物柴油的使用更加廣泛。
柴油發動機中使用的主要燃料是同名柴油，源自原油的精煉。 柴油比汽油更安全，因為它的閃點比汽油的高約 175°F(79.4 °C)，並且不會爆炸。

## 引用
1. ↑  Sittauer 1990, p. 50.
2. ↑  Sittauer 1990, p. 51.
3. ↑  . Britannica.   [2024-08-25] （英国英语）.
4. ↑  James, Ioan. . Cambridge University Press. 2010: 129  [2021-12-25]. ISBN 9781139486255. （原始内容存档于2022-03-19）.
5. 1 2  Friedrich Sass: Geschichte des deutschen Verbrennungsmotorenbaus von 1860 bis 1918, Springer, Berlin/Heidelberg 1962, ISBN 978-3-662-11843-6. p. 383
6. ↑  Friedrich Sass: Geschichte des deutschen Verbrennungsmotorenbaus von 1860 bis 1918, Springer, Berlin/Heidelberg 1962, ISBN 978-3-662-11843-6. p. 394
7. ↑  美國專利第542,846号
8. ↑  美國專利第608,845号
9. ↑  Greg Pahl, "Biodiesel: Growing a New Energy Economy", Chelsea Green Publishing, 2008. ISBN 978-1-933392-96-7
10. ↑  . The Evening News Star (Washington, D.C.). 14 October 1913: 13.
11. ↑  Grosser 1978.
12. ↑  Sittauer 1990, p. 122.
13. ↑  .   [2011-02-21]. （原始内容存档于2011-06-01）.
14. ↑  . Autoblog.   [3 September 2018] （英语）.
15. ↑  Brunt, Douglas,  The Mysterious Case of Rudolf Diesel, 2023; ISDN 9781982169909
16. ↑  DE 67207 Rudolf Diesel: "Arbeitsverfahren und Ausführungsart für Verbrennungskraftmaschinen" p. 4.
17. ↑   (PDF). biodiesel.org.   [27 December 2017]. （原始内容存档 (PDF)于2018-04-28）.
18. ↑  . Engineering ToolBox. 2005  [18 December 2018]. （原始内容存档于2019-04-13）.

- Cummins., C. Lyle Jr., , Wilsonville, OR: Carnot Press, 1993, ISBN 978-0-917308-03-1. (C. Lyle Cummins, Jr. was the son of Clessie Cummins, founder of the Cummins Company).
- Grosser, Morton, , New York: Atheneum, 1978, ISBN 978-0-689-30652-5, LCCN 78006196
- Moon, John F., , London: Priory Press, 1974, ISBN 978-0-85078-130-4, LCCN 74182524
- Sittauer, Hans L., , Leipzig, DDR: Springer (BSB Teubner), 1990, ISBN 978-3-322-00762-9
- Brunt, Douglas, , United States: Atria Books, a division of Simon & Schuster, 2023, ISBN 978-1982169909

## 外部链接

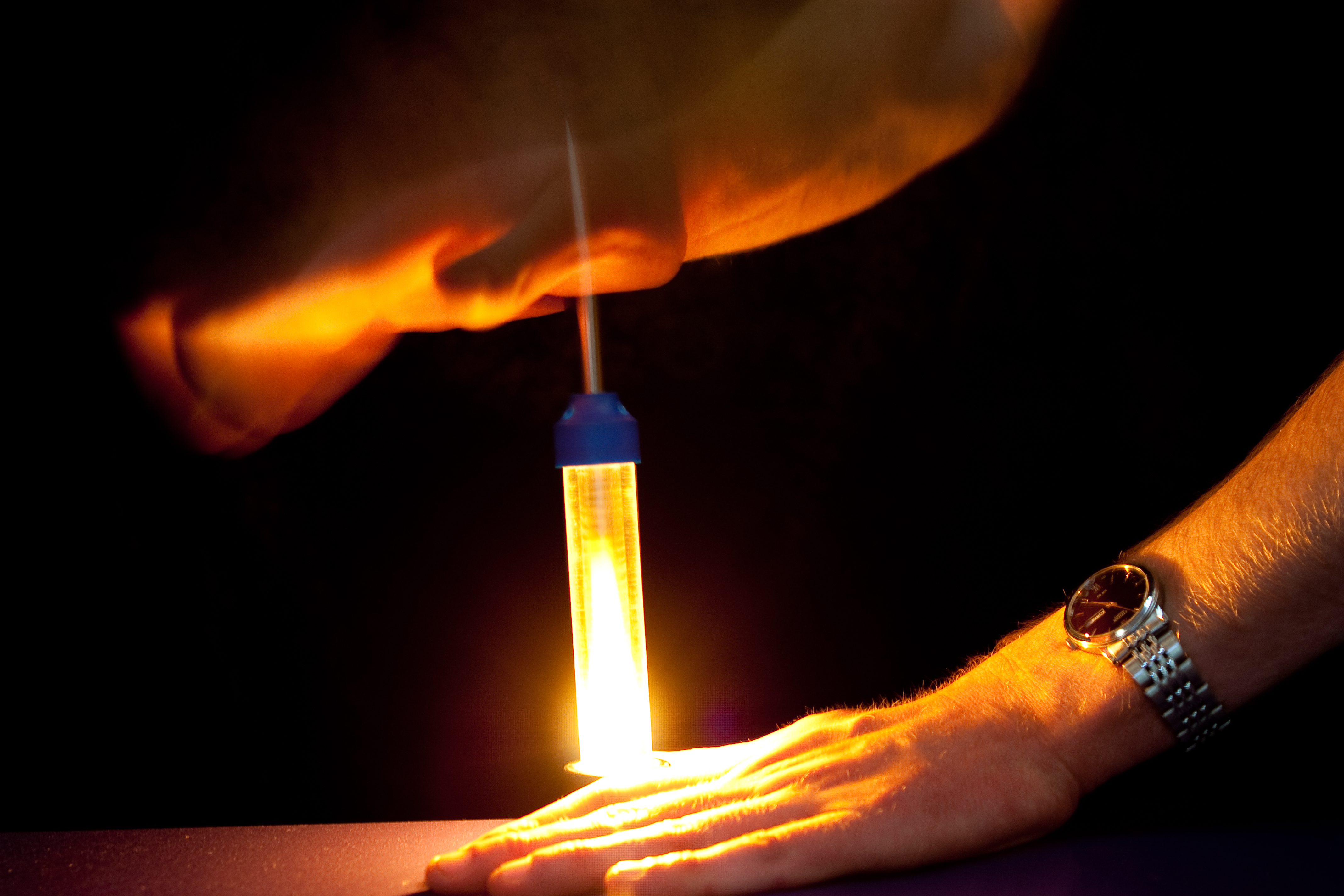
用壓力點火器觀察點火實驗